# Ngadirojo (Secang)
Ngadirojo is een bestuurslaag in het regentschap Magelang van de provincie Midden-Java, Indonesië. Ngadirojo telt 4357 inwoners (volkstelling 2010).